# Gian Vincenzo Vitelli

Stemma Vitelli

Gian Vincenzo Vitelli (Città di Castello, ... – Città di Castello, 4 giugno 1596) è stato un condottiero italiano, marchese di Cetona e signore di Montone.

## Biografia
Era figlio naturale del condottiero Chiappino Vitelli, marchese di Cetona e signore di Montone, legittimato dalle corti di Firenze e della Spagna. Succedette al padre nei titoli nobiliari e divenne uomo d'armi, come da tradizione della famiglia. Fu al servizio di Cosimo I de' Medici come luogotenente di una compagnia di cento uomini.
Nel 1571 venne inviato in Spagna ad omaggiare il re Filippo II per la nascita dell'infante Ferdinando e nel 1572 venne insogunito del titolo di Cavaliere dell'Ordine di Santo Stefano. Nel 1575 passò al servizio degli spagnoli nelle Fiandre. Nel 1581 fu al servizio dello Stato Pontificio col grado di generale e inviato ad Avignone al comando delle truppe papali. Il re di Francia Enrico III fece richiamare in Italia Gian Vincenzo dal papa, temendo che potesse danneggiare i suoi interessi. Ritiratosi a Città di Castello, morì nel 1596.

## Discendenza
Niccolò sposò Virginia Savelli di Antrodoco, dalla quale ebbe un figlio, Niccolò, uomo d'armi, morto nel 1595 durante l'assedio di Strigonio.